# Etmopterus baxteri
Sagre porte-feu, Sagre long nez
Espèce
Répartition géographique
Etmopterus baxteri, le Sagre porte-feu ou Sagre long nez, est une espèce de requins de la famille des Etmopteridae (ordre des Squaliformes). Majoritairement mésopélagique, cette espèce se nourrit surtout de poissons téléostéens et de céphalopodes. Son régime alimentaire est en grande partie constitué de Hoplostethus atlanticus,.

## Description
Etmopterus baxteri est un requin mesurant de 55 à 60 cm possédant des organes lumineux sur le ventre, une caractéristique commune à tous les requins lanternes. Il a un corps allongé typique des requins lanternes, avec une tête longue mais large qui est aplatie sur le dessus. La couleur du corps est brun noir avec une tache blanche triangulaire indistincte sur la tête. Il a des zones sombres sur la face inférieure du museau, de l'abdomen, ainsi que derrière et au-dessus de la nageoire anale et à la base de la nageoire caudale. La maturité est atteinte entre 10,5 ans et 20 ans pour les mâles et entre 11,5 ans à 30 ans pour les femelles.
Les dents de la mâchoire inférieure diffèrent selon le sexe. Les femelles possèdent des dents plus grosses que les mâles et présentent une cuspide centrale lancéolée. Les mâles possèdent sur leur mâchoire supérieure des dents plus petites à cuspides centrales fines et en forme d'aiguille. 

## Répartition
Présent dans le sud-ouest du pacifique au large des cote sud de l'Afrique. Ainsi qu'au sud-est de l'Australie et en Nouvelle-Zélande. Espèce vivant en eau profonde entre 600 et 1 200 m de profondeur.

## Systématique
Le nom valide complet (avec auteur) de ce taxon est Etmopterus baxteri Garrick, 1957,.
Ce taxon porte en français les noms vernaculaires ou normalisés suivants : Sagre long nez, Sagre porte-feu.

## Étymologie
Son épithète spécifique, baxteri, lui a été donnée en l'honneur de Richard Baxter qui, en pêchant au large de Kaikoura en novembre 1955, a attrapé deux spécimens de cette espèce, l'un à 275 m de profondeur (la femelle holotype de 742 mm) et l'autre à 110 m.

## Publication originale
- (en) J. A. F. Garrick, « Studies on New Zealand Elasmobranchii. Part IV: Two new species of Etmopterus from New Zealand », Bulletin of the Museum of Comparative Zoology, Cambridge, Musée de Zoologie comparée, vol. 116,‎ 1957, p. 169-190 (ISSN 0027-4100 et 1938-2987, OCLC 1641426, lire en ligne).